# San Donato (San Gimignano)
San Donato è una frazione del comune italiano di San Gimignano, in provincia di Siena, Toscana.

## Storia
Il borgo di San Donato risale all'età alto-medievale ed era indicato come San Donato extra muros in quanto sorgeva nel contado al di fuori delle mura di San Gimignano, all'interno delle quali si trovava invece una chiesa omonima detta San Donato al Santuccio. Talvolta era appellato anche San Donato di Castelvecchio, in quanto situato in piano ai piedi del colle di Castelvecchio.
Il borgo è citato per la prima volta in un documento del 22 giugno 971 come "villa", mentre i suoi abitanti sono menzionati in una sentenza del 1183 redatta a Gambassi. Nel 1308 il castello di San Donato venne assediato dai volterrani durante la guerra con San Gimignano.
Durante la visita pastorale del 1576 del vescovo Giovanni Battista Castelli, in qualità di visitatore apostolico, è riportato il borgo di San Donato come composto da nove case disposte intorno ad una monumentale torre addossata agli edifici, con 40 abitanti adulti cresimati.
La popolazione di San Donato ammontava a 151 abitanti nel 1833.

## Monumenti e luoghi d'interesse

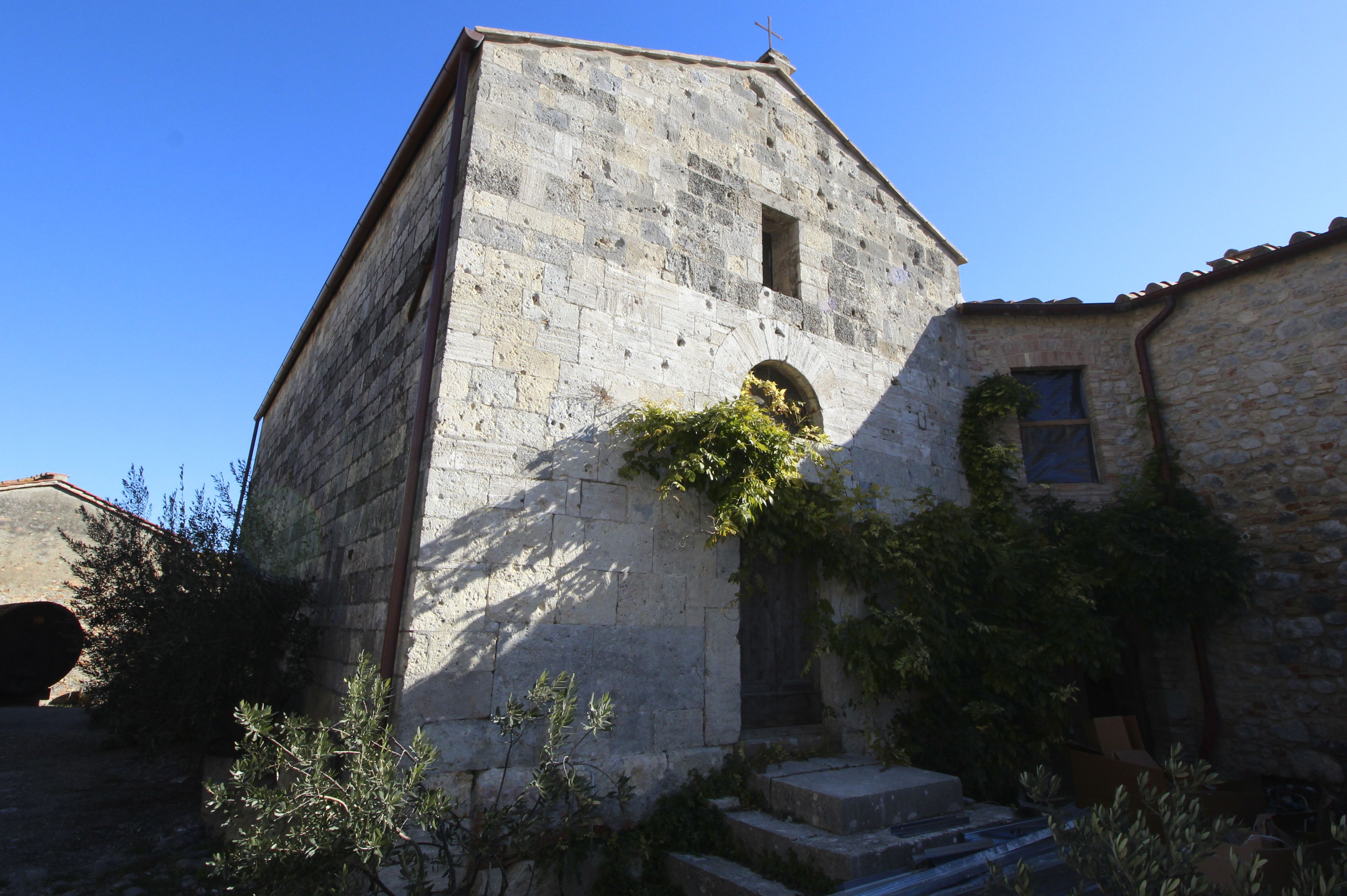
La chiesa di San Donato

Al centro del borgo si trova la chiesa di San Donato, risalente ad un periodo tra l'XI e il XII secolo e citata nella bolla di papa Onorio III del 3 agosto 1220 tra le chiese dipendenti dalla chiesa collegiata di San Gimignano. Elevata a pieve nel 1782 per volere del vescovo Alessandro Palletti di Volterra, subì lavori di restauro alla fine del XIX secolo, quando venne innalzato il campanile. Nel corso del XX secolo la chiesa ha perso il titolo di parrocchiale.
Di particolare interesse anche la villa padronale fatta costruire dalla famiglia Vecchi nel XVIII secolo.
Nei dintorni, su di un'altura poco a sud-ovest del borgo, si trova il nucleo medievale diruto di Castelvecchio, che conserva parte della struttura fortificata castellana e la chiesa dei Santi Frediano e Giovanni, in stato di rudere.